# Onthophagus paolae
Onthophagus paolae é uma espécie de inseto do género Onthophagus, família Scarabaeidae, ordem Coleoptera.
Foi descrita cientificamente por Palestrini em 1992.